# 懸け橋 オバマとブラック・ポリティクス
『懸け橋 オバマとブラック・ポリティクス』（ブリッジ オバマとブラック・ポリティクス、The Bridge: The Life and Rise of Barack Obama）は、ジャーナリストのデヴィッド・レムニックが執筆した2010年のバラク・オバマの伝記である。原書で600ページを超える長編であり、オバマの台頭とアメリカ合衆国大統領職務に焦点が当てられている。本書は発売初週に『ニューヨーク・タイムズ』のベストセラーリストのハードカバー・ノンフィクション部門で3位となった。

## 内容
本書の題名は、オバマの大統領就任の前夜、1965年のセルマ・トゥ・モンゴメリー行進の指導者の1人であったジョン・ルイスのエドマンド・ペタス橋で警察がデモ参加者を攻撃した事件に絡めての発言「バラク・オバマはセルマの橋の最後にやってきた者だ」からの引用である。批評家の一部は、この題名は異なる人種を橋渡し、時間を超えた架け橋となることをより比喩的に示していると指摘している。
本書はオバマ本人や彼と親しい人物へのインタビューに基づいている。本書はオバマのキャリアをアメリカの公民権運動、オバマの家族、シカゴの政治体制の有力者という文脈の中に置き、オバマの冷静さ、カリスマ性、交渉技術、野心、発達期になされた政治的な計算についてのレムニックの評価が記されている。またオバマが自己創造に努め、そして疎遠になっていた父親との関係を理解する試みについても述べられている。

## 評価
パトリシア・ウィリアムズは『ニューヨーク・タイムズ』紙上で本書を「研究的で百科事典的」であると評した。一方でジョン・R・マッカーサーは『スペクテイター』誌上で、レムニックが「神話を創造」していることを批判し、本書には「公認伝記の特徴がすべて備わっている」と指摘した。

## 日本語版
- デヴィッド・レムニック（英語版） 著、石井栄司 訳『懸け橋(上) オバマとブラック・ポリティクス』白水社、2014年11月27日。ISBN 978-4560083871。
- デヴィッド・レムニック（英語版） 著、石井栄司 訳『懸け橋(下) オバマとブラック・ポリティクス』白水社、2014年11月27日。ISBN 978-4560083888。